# Batalla de Tolvajärvi
La batalla de Tolvajärvi (['tol.va.jær.vi]; en finès: Tolvajärven–Ägläjärven taistelu; rus: Битва при Толваярви) va ser un enfrontament lliurat entre el 8 i el 12 de desembre de 1939 entre Finlàndia i la Unió Soviètica. Fou la primera gran victòria ofensiva per als finlandesos a la Guerra d'Hivern. La batalla va tenir lloc al territori de Carèlia (en finès: Laatokan Karjala) que avui forma part de la República de Carèlia de la Federació Russa.

## Prolegomens
Després d'inicar-se la Guerra d'Hivern, el 30 de novembre de 1939, les tropes finlandeses a nord del llac Làdoga van començar una retirada ja prevista davant l'aclaparadora superioritat enemiga. Als soviètics no els era possible desplegar un gran nombre de tropes en aquesta zona rocallosa i amb prou feines amb carreteres, però van situar-hi una divisió completa, la 139a, que avançava per la carretera que discorria entre Suojärvi i Tolvajärvi (actualment Tolvaiarvi, Rússia). L'avanç soviètic amenaçava seriosament les línies de comunicació del IV Cos d'Exèrcit Finès i si aconseguia superar les posicions finalndeses, les tropes soviètiques podrien apropar-se a la línia Mannerheim des de la rereguarda. Per contrarestar aquesta amenaça, l'alt comandament finès va reunir el Grup Talvela, al comandament del coronel Paavo Talvela.
El pla finlandès consistia a encerclar la 139a divisió soviètica mitjançant dos atacs sobre els llacs gelats Hirvasjärvi i Tolvajärvi. L'atac del nord sobre Hirvasjärvi havia de començar a les 08.00 i el segon començaria quan el primer hagués obtingut resultats. Més tard es va canviar el pla i els dos atacs havien de començar a les 08.00. L'atac principal soviètic consistia a fer un assalt frontal amb dos regiments, 609è i 364è, per sobre del llac Tolvajärvi contra les posicions finlandeses del 16è regiment a prop del poble de Tolvajärvi, mentre que el 718è regiment soviètic havia de fer una maniobra de flanqueig d'uns 20 km, des del nord fins a la rereguarda finlandesa, a través de zones boscoses espesses.
En iniciar-se els enfrontaments, hi havia una boira espessa sobre un únic camí rural fangós que duia cap a Tolvajärvi, vorejant algunes desenes de petits llacs. Just abans de la batalla, una gran tempesta de neu va deixar uns 40-50 cm de neu. A causa de la boira, l'aviació no va participar en la batalla, mentre que per culpa del fang, molts tancs van quedar bloquejats, no van participar activament a la batalla i es van perdre durant la retirada.

### Ordres de batalla
- «Grup Talvela» finlandès, consistent en el 16è regiment d'infanteria (JR 16), sota el comandament d'Aaro Pajari, el «Destacament Räsänen», que comprenia quatre batallons d'infanteria: ErP 9, ErP 10, ErP 112 i PPP 7 i un batalló del 6è regiment d'artilleria.
- 139.ª divisió soviètica, sota el comandament del general Beliàev, formada pels regiments d'infanteria 718, 609 i 364.

## Batalla
El grup nord format per dos batallons aviat va trobar resistència soviètica. De fet, van trobar el 718è regiment soviètic de fusellers de la 139a divisió, que es preparava per atacar el flanc finlandès. Cap al migdia, les tropes finlandeses es van retirar a les seves pròpies línies. Tot i que aquest atac no va complir els seus objectius, va impedir al 718è atacar el flanc finlandès i també enviar reforços cap al sud.
Mentre que el segon batalló del 16è regiment 16 (infanteria) finlandès (II/JR 16) es preparava per atacar a la carretera, va ser interromput per un atac del 609è regiment soviètic. Els finlandesos encara van poder atacar després de rebre ajuda de l'artilleria. L'atac finlandès va continuar cap a un hotel situat sobre un istme estret entre els dos llacs. Pajari va decidir implicar-hi les seves reserves en un atac en pinça contra les tropes soviètiques al voltant de l'hotel. Al final, els finalndesos van capturar l'hotel i hi van trobar un comandant del regiment soviètic mort i tots els papers del regiment.
Els finlandesos es van retirar sobre els llacs durant la nit. Al matí, el coronel Talvela va exigir un nou atac i, així, es va obligar a retirar la 139a divisió de fusellers soviètica, que posteriorment (20 al 22 de desembre) va quedar aniquilada al voltant d'Ägläjärvi (actual Yaglyayarvi a Rússia) (uns 20 km a l'est de Tolvajärvi). També es va contactar amb la 75a divisió de fusellers soviètica, que havia estat enviada com a reforç.

## Conseqüències

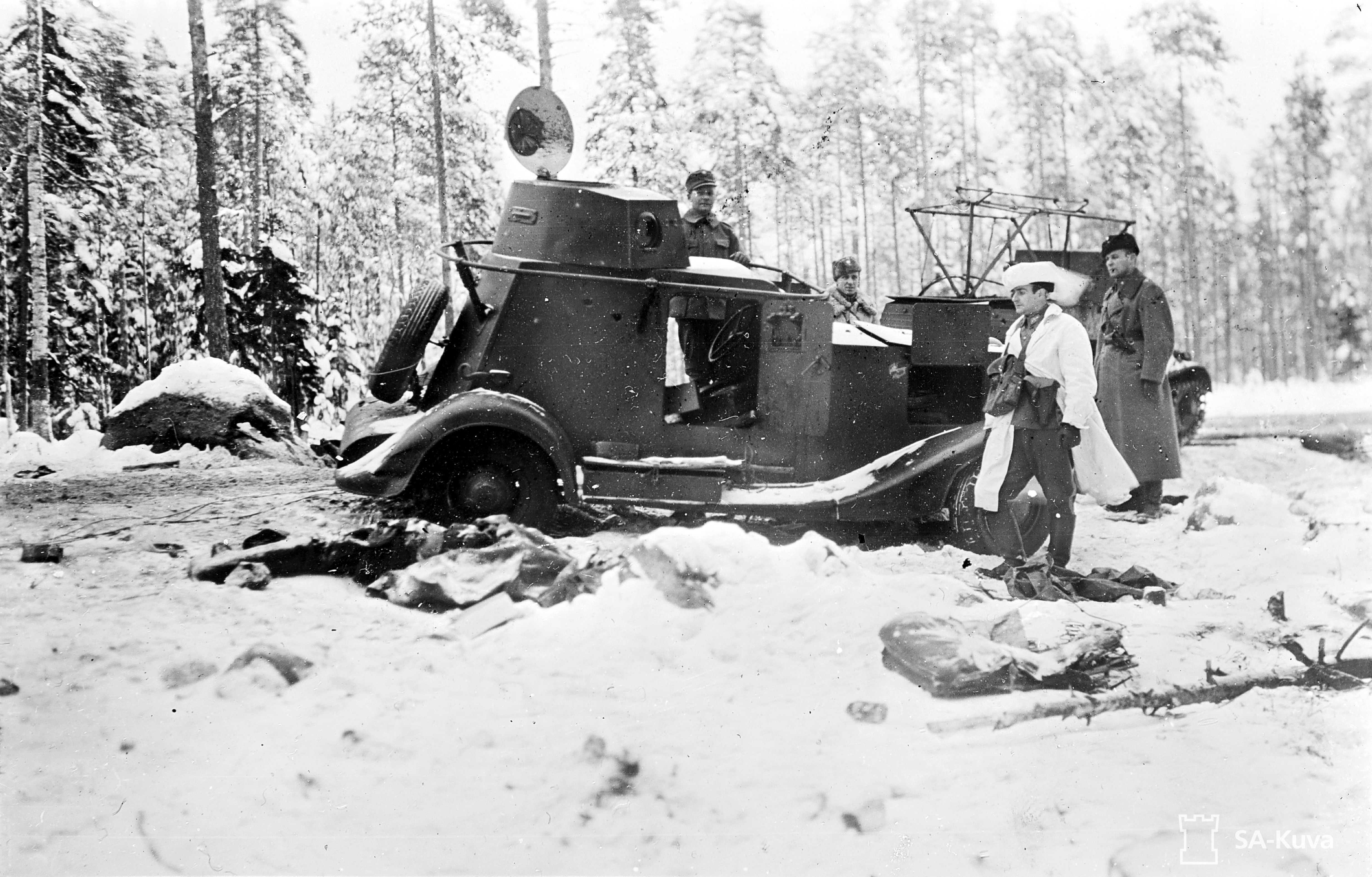
Oficials finlandesos inspeccionen un cotxe blindat soviètic destruït. SA-kuvat

Les pèrdues fineses van superar els 100 morts i 250 ferits. Es creu que les pèrdues soviètiques van superar els 5.000 morts i una gran quantitat d'equip: els canons de dues bateries d'artilleria, canons antitanc, una vintena de tancs (entre d'altres T-26) i 60 metralladores. La batalla va ser una important victòria ofensiva per als finlandesos i va ser molt important per a la moral de tot l'exèrcit finlandès. No es van lliurar batalles destacables en aquesta regió després de l'èxit del contraatac finlandès. Els finlandesos van mantenir la línia fins al final de la guerra d'hivern.
Es van ascendir dos comandants del bàndol finlandès. Paavo Talvela va ser ascendit de coronel a major general el 18 de desembre de 1939. Aaro Pajari va ser ascendit a coronel el 18 de desembre de 1939. El general Beliàev va ser destituït del comandament el 16 de desembre de 1939, però va conservar el seu rang.